# Cổ Lũng, Phú Lương
Cổ Lũng là một xã cũ thuộc huyện Phú Lương cũ, tỉnh Thái Nguyên, Việt Nam.

## Địa lý
Cổ Lũng là xã cực nam của huyện Phú Lương, có vị trí địa lý:
- Phía đông giáp thành phố Thái Nguyên
- Phía tây và phía nam giáp huyện Đại Từ
- Phía bắc giáp thị trấn Giang Tiên và xã Vô Tranh.

Xã Cổ Lũng có diện tích 16,50 km², dân số năm 1998 là 8.745 người, mật độ dân số đạt 530 người/km².
Xã Cổ Lũng có quốc lộ 3, quốc lộ 37 và tuyến đường sắt Quan Triều - Núi Hồng chạy qua địa bàn.
Sông Đu chảy men theo phía bắc và phía đông địa bàn xã, là ranh giới tự nhiên giữa Cổ Lũng với thị trấn Giang Tiên, xã Vô Tranh và thành phố Thái Nguyên. Ngoài ra, xã còn có giáp với nhánh chính của suối Phượng Hoàng, tạo thành ranh giới tự nhiên với xã An Khánh và một phần xã Cù Vân (huyện Đại Từ).

## Hành chính
Xã Cổ Lũng được chia thành 18 xóm: xóm 9, Bá Sơn, Bãi Nha, Bờ Đậu, Cây Cài, Cây Lán, Cây Thị, Cổ Lũng, Cổng Đồn, Dọc Cọ, Đồi Chè, Đồng Sang, Đường Goòng, Làng Đông, Làng Ngói, Làng Phan, Nam Sơn, Tân Long.

## Đặc sản
Làng bánh chưng Bờ Đậu nằm ven quốc lộ 3 và quốc lộ 37 thuộc địa bàn xã Cổ Lũng không chỉ nổi tiếng ở tỉnh Thái Nguyên mà còn được nhiều nơi khác biết đến vào mỗi dịp tết. Bánh chưng Bờ Đậu được làm từ gạo nếp thuần chủng và lá dong lấy từ rừng ở huyện Định Hóa, nước để làm bánh là nguồn tự nhiên ở địa phương được lấy từ những giếng khơi trên núi.